# Aganus av Toscana
Aganus av Toscana, död 845, var en italiensk monark. Han var regerande markgreve i Toscana mellan 835 och 845.